# Top Vakantie
Top Vakantie is een Vlaamse vzw die vakanties voor kinderen en jongeren van 3 tot en met 23 jaar inricht.
Top Vakantie is een pluralistische vereniging die jongerenvakanties inricht met en zonder overnachting en dit in binnen- en buitenland waarbij het educatieve aspect primeert. Eveneens organiseert Top Vakantie erkende trajecten Animator, Hoofdanimator en Instructeur in het Jeugdwerk. De reizen, verblijven en stages worden door vrijwilligers uitgewerkt en geanimeerd. De vakantieverblijven bevinden zich in Château d'Insegotte (Filot-Hamoir), Club-House (Chevetogne), Emmaüs (Sint-Idesbald), Excelsior (Sint-Idesbald), Le Terme (Herbeumont) en Les Sarts (Petite-Chapelle).  
Deze organisatie wordt door de Vlaamse overheid erkend als landelijke jeugddienst. Top Vakantie, ontstaan in 1977, is onderdeel van de Groep AEP, samen met Vacances Vivantes, AEP Senior Department en de Stichting AEP. 